# Tension (album Die Antwoord)
Tension (stylizowany zapis Ten$ion) – drugi album studyjny południowoafrykańskiego zespołu muzycznego Die Antwoord. Wydawnictwo ukazało się 29 stycznia 2012 roku nakładem wytwórni muzycznej Zef Recordz. Materiał był promowany teledyskami do utworów „I Fink U Freeky”, „Fok Julle Naaiers” oraz „Fatty Boom Boom”.

## Lista utworów
Opracowano na podstawie materiału źródłowego.
| Nr  | Tytuł utworu                  | Autorzy                                        | Długość |
| --- | ----------------------------- | ---------------------------------------------- | ------- |
| 1.  | „Never Le Nkemise 1”          | Watkin Tudor Jones, DJ Hi-Tek                  | 2:52    |
| 2.  | „I Fink U Freeky”             | Yolandi Visser, Lily Roberts, DJ Hi-Tek, Jones | 4:40    |
| 3.  | „Pielie (Skit)” (feat. Ninja) | Leon Du Toit                                   | 0:09    |
| 4.  | „Hey Sexy”                    | Visser, DJ Hi-Tek, Jones                       | 5:08    |
| 5.  | „Fatty Boom Boom”             | DJ Hi-Tek, Visser, Jones                       | 3:45    |
| 6.  | „Zefside Zol (Interlude)”     | DJ Hi-Tek, Jones                               | 0:56    |
| 7.  | „So What?”                    | Visser, DJ Hi-Tek, Jones                       | 3:51    |
| 8.  | „Uncle Jimmy (Skit)”          | Uncle Jimmy, DJ Hi-Tek, Visser                 | 1:21    |
| 9.  | „Baby's On Fire”              | Jones, DJ Hi-Tek, Visser                       | 3:56    |
| 10. | „U Make a Ninja Wanna Fuck”   | Jones                                          | 3:16    |
| 11. | „Fok Julle Naaiers”           | Jones, DJ Hi-Tek, Visser                       | 3:54    |
| 12. | „DJ Hi-Tek Rulez”             | DJ Hi-Tek                                      | 1:37    |
| 13. | „Never Le Nkemise 2”          | Jones, Visser, DJ Hi-Tek                       | 3:21    |
|     |                               |                                                | 38:46   |

## Listy sprzedaży
| Lista                                 | Kraj              | Pozycja |
| ------------------------------------- | ----------------- | ------- |
| ARIA Charts                           | Australia         | 38      |
| MegaCharts                            | Holandia          | 87      |
| Billboard 200                         | Stany Zjednoczone | 143     |
| Billboard Independent Albums          | Stany Zjednoczone | 20      |
| Billboard Heatseekers Albums          | Stany Zjednoczone | 2       |
| Billboard Top Dance/Electronic Albums | Stany Zjednoczone | 8       |
| Schweizer hitparade                   | Szwajcaria        | 100     |